# Józefów nad Wisłą
Józefów nad Wisłą è un comune urbano-rurale polacco del distretto di Opole Lubelskie, nel voivodato di Lublino.
Ricopre una superficie di 141,56 km² e nel 2016 contava 6 713 abitanti.